# P.Y.T. (Pretty Young Thing)
«P.Y.T. (Pretty Young Thing)» (en español: «C.B.J. (Cosa Bonita Joven)») es una canción grabada por el cantante estadounidense Michael Jackson. Es el sexto sencillo del álbum Thriller. Fue escrita por James Ingram y Quincy Jones.
Fue lanzada el 19 de septiembre de 1983. El single alcanzó el puesto 10 en el Billboard Hot 100 y el puesto 46 en el R&B singles chart, convirtiéndose en el sexto sencillo consecutivo del álbum en alcanzar el Top 10 de Estados Unidos. Alcanzó el puesto 11 en el Reino Unido. La canción fue más exitosa en Bélgica, alcanzando el puesto 6. «P.Y.T. (Pretty Young Thing)» fue versionada por numerosos artistas, entre ellos: Monica, Justin Guarini y Kanye West.
La canción nunca fue tocada en vivo.

## Antecedentes
A Quincy Jones se le ocurrió el título original de la canción después de que su esposa, Peggy Lipton, trajera lencería con las palabras pretty young thing. A partir de ahí, Jones pidió a varios compositores que escribieran una canción sobre la base de ese título. Jackson y el músico Greg Phillinganes coescribieron y grabaron un demo, que Phillinganes le presentó a Jones. Esa versión aparece en The Ultimate Collection (2004). Jackson recuerda que la canción que escribió con Phillinganes no era lo que Jones estaba buscando. "Quincy quería una canción rápida. La mía era de tiempo medio"
Cuando James Ingram presentó su demo, Jones dijo "eso es todo" y envió a Ingram a su casa para terminar la letra. Luego, Jones sugirió que extendieran el bridge y agregaran una sección de cantos, lo que resultó en que Jones recibiera el crédito de coautor. Jackson dice que le encantó la versión que se le ocurrió a Ingram y Jones, afirmando que le gustaba el "código" en la letra y el hecho de que palabras como "tenderoni" eran palabras divertidas del tipo rock 'n' roll que no se podían encontrar en el diccionario.
Ingram más tarde describió cómo trabajó con Michael y Quincy en The Wonderful Wizard of Oz: «Siempre estuve cerca de tener la oportunidad de ir a Oz y Quincy era el mago y Michael Jackson era quien estaba tratando con ello en su mundo. Su trabajo étnico era increíble».[cita requerida] Él notó cómo Jones no dormía para esperar una respuesta. Dos de las hermanas de Michael aparecen en la canción cantando «na na na» durante el final de la canción. Se iba a realizar un videoclip para la misma. Sin embargo, este supuesto video fue reemplazado por «The Way You Make Me Feel», segundo tema de su tercer álbum Bad publicado en 1987.[cita requerida]

## Recepción
Las críticas de la canción fueron mixtas. S. T. Erlewine de Allmusic, disfrutó la canción y pensó que la canción era «una pegadiza canción funk».[cita requerida]

## Créditos
Escrito, compuesto y arreglos por James Ingram & Quincy Jones 
Producido por Quincy Jones 
Greg Phillinganes: sintetizador, programación 
Michael Boddicker: vocoder, emulator
James Ingram: instrumento de teclado Portasound
Paul Jackson: guitarras 
Louis Johnson: bajo eléctrico 
Leon "Ndugu" Chancler: batería 
Michael Jackson, Louis Johnson, Greg Phillinganes, James Ingram, Steven Ray: palmas 
P.Y.T.'s:
Janet Jackson
LaToya Jackson
Becky Lopez 
Bunny Hull 
Otras voces de acompañamiento: 
James Ingram 
Howard Hewitt